# Seathwaite
Seathwaite is een plaats in het bestuurlijke gebied South Lakeland, in het Engelse graafschap Cumbria met 129 inwoners. Seathwaite maakt deel uit van de civil parish Dunnerdale with Seathwaite.